# Українська миротворча місія в Ефіопії та Еритреї
Українська миротворча місія в Ефіопії та Еритреї (листопад 2000 — липень 2008) — участь офіцерів збройних сил України в миротворчій операції з урегулювання конфлікту Ефіопії та Еритреї.

## Передумови та причини місії
Після тридцятирічної війни за незалежність Еритереї (1961–1991) в зоні конфлікту продовжувала зберігатися військова напруженість і постійні прикордонні сутички. У зв'язку з цим, у 2000 р. Україна, як головуюча на засіданні Ради Безпеки ООН запропонувала ввести у зону розмежування між державами миротворчий контингент.

## Участь українських миротворців
Враховуючи зобов'язання України як держави — члена Організації Об'єднаних Націй, беручи до уваги Резолюції Ради Безпеки ООН N 1312 від 31 липня 2000 року та N 1320 від 15 вересня 2000 року, вважаючи, що участь України у врегулюванні конфлікту в Ефіопії та Еритреї відповідає інтересам підтримання міжнародного миру і безпеки, національним інтересам держави, на підставі пропозиції Ради національної безпеки і оборони України, відповідно до Закону України «Про участь України в міжнародних миротворчих операціях» українською владою було санкціоновано направлення миротворчого контингенту у складі штабних офіцерів та спостерігачів у зону напруженості.

## Завдання миротворчої місії
- проведення операції з підтримання миру і безпеки в межах створеної Тимчасової зони безпеки (ТЗБ);
- спостереження в межах ТЗБ патрулюванням та встановленими контрольними постами;
- розслідування випадків порушення кордонів ТЗБ озброєними військовослужбовцями, підрозділами, розслідування випадків відкриття вогню, протиправних дій відносно цивільного населення обома сторонами;
- інспектування місць розташування міліцейських/поліцейських підрозділів;
- забезпечення маркування кордонів ТЗБ на місцевості;
- забезпечення безпеки проведення зустрічей Військового координаційного комітету (якщо зустріч відбувається в межах ТЗБ);
- надання допомоги створеній у Женеві Прикордонній комісії з питань врегулювання кризи щодо визначення кордонів між Еритреєю та Ефіопією;
- у взаємодії з міжнародними гуманітарними організаціями сприяння поверненню на свої місця біженців та переміщених осіб.

## Виведення миротворчої місії
У зв'язку з встановленням сталого миру та врегулюванням конфлікту миротворчий контингент, у тому числі й українські офіцери верифікаційної та спостережчої місії, було виведено з території Еритреї та Ефіопії.